# Palača Stupinigi
Palača Stupinigi (italijansko Palazzina di Caccia z dne Stupinigi je bil lovski dvorec in ena od rezidenc kraljeve hiše Savojcev v severni Italiji in je del UNESCO-vega seznam svetovne dediščine . Zgrajena kot kraljevi lovski dvorec v začetku 18. stoletja, se nahaja v kraju Stupinigi, predmestju mesta Nichelino, 10 km jugozahodno od Torina.

## Zgodovina in arhitektura
Prvotni grad je bil v lasti linije Acaja družine Savojcev, gospodarjev Piemonta do leta 1418, in je bil leta 1493 prodan markizu Rolandu Pallavicinu, nato pa ga je leta 1563 pridobil Emanuel Filibert, ko je vojvodsko glavno mesto preselil iz Chambérya v Torino.
Novo palačo je zasnoval arhitekt Filippo Juvarra in naj bi jo uporabljal kot Palazzina di Caccia (lovski dvorec) Viktor Amadej II., kralj Sardinije . Dela so se začela leta 1729. V dveh letih gradnje so napredovala dovolj daleč, da so lahko izvedli prvi uradni lov.
Juvarra je pozval ekipo dekoraterjev, mnoge od njih iz Benetk, da so izdelali dekor notranjosti. V času vladavine Karla Emanuela III. in Viktorja Amadeja III., sta se palača in njen formalni park še naprej širila, najprej z Juvarrovim pomočnikom, Giovannijem Tommaso Prunottom, nato pa s številnimi severnoitalijanskimi arhitekti, kot so Ignazio Birago di Borgaro, Ludovico Bo, Ignazio Bertola in Benedetto Alfieri. Končna stavba ima skupno 137 sob in 17 galerij in obsega 31.050 kvadratnih metrov.. Polissena Hesen-Rotenburška, žena Karla Emanuela III. je tudi izvajala izboljšave.
Prvotni namen lovskega dvorca simbolizira bronasti jelen, ki sedi na vrhu stopničaste strehe osrednje kupole in glave lovskih psov, ki krasijo vaze na strehi. Stavba ima tloris Andrejevega križa, štiri krila izhajajo iz glavne dvorane ovalne oblike.
Razširitve za posledica ločenih paviljonov, ki so povezani z dolgimi poševnimi galerijami in dolgo osmerokotno preddverje s krili, ki se raztezajo pred njim v dveh nadaljnjih vhodnih dvoriščih.
Stupinigi je bila stavba, ki se je prvenstveno uporabljala za praznovanja in dinastične poroke članov družine Savojcev. Tukaj se je leta 1773 Maria Tereza, princesa Savojska, poročila s Karlom Filipom, grofom Artois, bratom Ludvika XVI. in prihodnjim Karlom X. Francoskim.
Danes je v palači Stupinigi Museo di Arte e Ammobiliamento, muzej umetnosti in opreme, nekatere izvirne iz palače, druga prinesena iz nekdanjih bivališč Savoicev v Moncalieriju in Venaria Reale. Stupinigi je najbolj pomembna zbirka piemontskega pohištva, vključno z deli, treh torinskih najbolj znanih kraljevih kabinetnih oblikovalcev, Giuseppe Maria Bonzanigo, Pietro Piffetti in Luigi Prinotti. Nekatere skulpture lovskih figur so delo Giovanni Battista Berneroja. Poleg tega v galerijah potekajo občasne razstave, kot je Mostra del Barocco (1963).

## Park
Lovski park, ki je pripadal dvorcu je pridobil Emanuel Filibert, vojvoda Savojski leta 1563, ko je preselil glavno mesto vojvodine iz Chambérya v Torino.
Od leta 1992 so gozdovi in kmetijska zemljišča, ki obkrožajo Stupinigi ohranjena kot Parco naturale di Stupinigi (Naravni park Stupinigi). Območje pokriva občinska ozemlja Nichelino, Candiolo in Orbassano, ima površino 17,32 km2, ki vključuje del prvotnega nižinskega gozda v regiji, kjer obiskovalci lahko občudujejo nekatere redke rastlinske vrste, ki niso pogoste drugje. Divje živali so: kuna belica, mala podlasica, navadna lisica, podlesek, poljski zajec, bela štorklja, drevesna veverica in druge.